# 봇들로
봇들로는 경기도 의왕시 포일동의 도로이다.

## 노선
| 이름             | 접속 노선    | 소재지 | 소재지 | 비고   |
| ---------------- | ------------ | ------ | ------ | ------ |
| 삼호아파트삼거리 | 안양판교로   | 의왕시 | 포일동 |        |
| (명칭 미상)      | 봇들1로      | 의왕시 | 포일동 | (순환) |
| (명칭 미상)      | 봇들1로      | 의왕시 | 포일동 | (순환) |
| (명칭 미상)      | 포일세거리로 | 의왕시 | 포일동 | (순환) |
| (명칭 미상)      | 포일세거리로 | 의왕시 | 포일동 | (순환) |

## 주요시설
- 빽다방 의왕포일프라자점 (봇들로 40/포일동 662-2)

## 같이 보기
- 봇들1로